# Irodieni
Irodienii erau membrii unui partid cu mare influență în viața evreilor, susținători ai dinastiei lui Irod (cca. 55 î.Hr. - cca. 93 d.Hr.). Aceștia sunt menționați ca dușmani ai lui Hristos, ei fiind, atunci, prezenți atât în Galileea cât și în Ierusalim (Marcu 3:6;12:13; Matei 22:16). Faptul că s-au asociat cu fariseii, când aceștia i-au pus lui Isus întrebarea referitoare la plata tributului către împărat, sugerează că exista o înțelegere între ei referitor la această problemă, adică supunerea față de un jug străin, lucru care întărește presupunerea că irodienii au fost de partea lui Irod. Părerea că ei ar fi fost un partid religios cunoscut în literatura rabinică sub numele de boethusiani, adică aderenți ai familiei lui Boethus, a cărui fiică Mariamne a fost una dintre soțiile lui Irod, nu mai este astăzi acceptată pe scară largă.